# Xã Chesterfield, Michigan
Xã Chesterfield (tiếng Anh: Chesterfield Township) là một xã thuộc quận Macomb, tiểu bang Michigan, Hoa Kỳ. Năm 2010, dân số của xã này là 43.381 người.